# Traité de Paix et d'Amitié entre l'Argentine et le Chili de 1984
Pour les articles homonymes, voir Traité de paix et d'amitié.
 Voir le traité sur Wikisource
précédent suivant

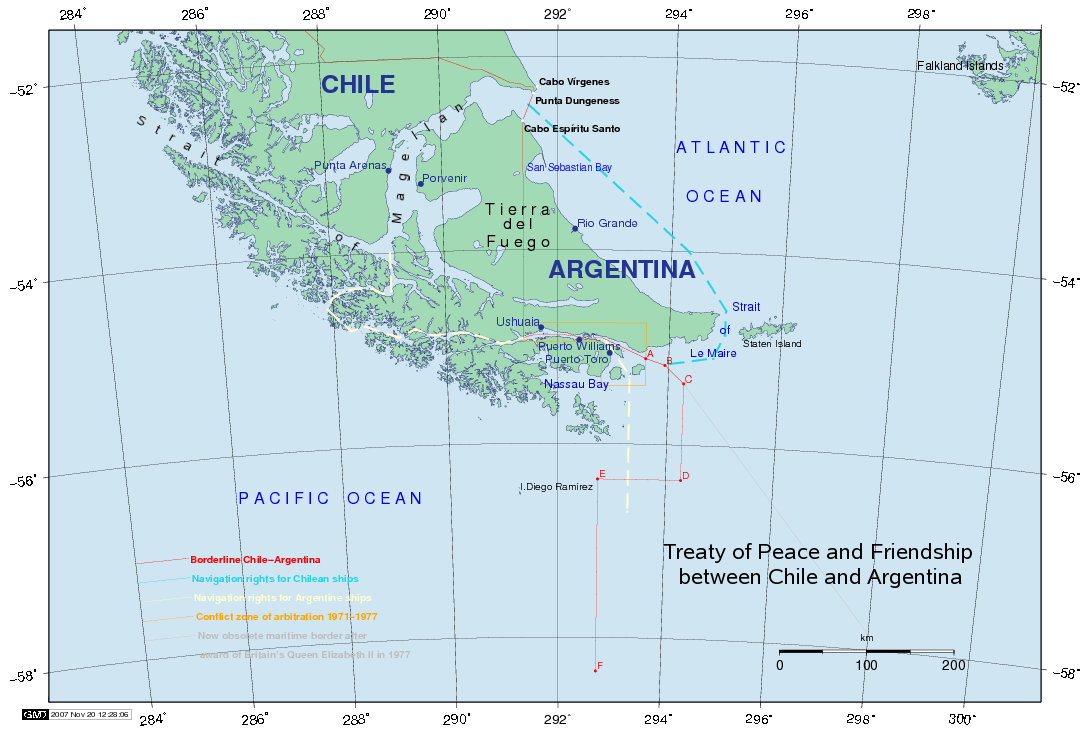
La délimitation de la frontière argentino-chilienne.
Beige : droits de navigations accordés aux navires argentins.

Le traité de Paix et d'Amitié entre l'Argentine et le Chili (en espagnol : Tratado de Paz y Amistad de 1984 entre Chile y Argentina) a été signé au Vatican le 29 novembre 1984.
Il met ainsi un terme au conflit du Beagle, rendu possible avec la défaite de l'Argentine dans la guerre des Malouines et la chute de la dictature militaire argentine en 1983.

## Genèse du traité
Malgré la médiation du Vatican par l'envoyé du pape Jean-Paul II, le cardinal Antonio Samorè , les tensions ont continué jusqu'à la défaite argentine lors de la guerre des Malouines (1982), le Chili de Pinochet étant alors le seul État sud-américain à soutenir les Britanniques. L'aventure argentine conduit à la défaite de la junte militaire et à l'avènement d'un gouvernement démocratique en décembre 1983. le président argentin Raúl Alfonsín organise un référendum quant à l'adoption du traité, approuvé par 82 % des électeurs.

## Ratification
Le traité est ratifié :
- le 30 décembre 1984 par la Chambre des députés de la Nation argentine ;
- le 15 mars 1985 par le Congrès de la nation argentine ;
- le 16 mars 1985 par le représentant intérimaire du président de l'Argentine, qui était à l'étranger ;
- le 11 avril 1985 par la Junte de gouvernement du Chili (législature).

Le 12 avril 1985, il est signé par Augusto Pinochet et le 2 mai 1985, les ministres des Affaires étrangères des deux pays se sont échangé les documents originaux du traité.

## Contenu du traité
Le traité contient un préambule, une définition de la frontière maritime, une législation complète sur la résolution des différends entre les deux pays, les droits de navigation (conférés en grande partie à l'Argentine) et une délimitation exacte de la frontière dans le détroit de Magellan. Les îles Lennox, Nueva et Picton sont attribuées au Chili. 
Bien que le Chili et l'Argentine n'aient jamais été à proprement parler en état de guerre, ce traité a été nommé « traité de paix et d'amitié ». Par la suite, toutes les autres disputes territoriales entre les deux pays trouvèrent une solution négociée.